# Ziegleria
Ziegleria is een geslacht van vlinders van de familie Lycaenidae, uit de onderfamilie Theclinae.

## Soorten
- Z. ceromia (Hewitson, 1877)
- Z. denarius (Butler & Druce, 1872)
- Z. guzanta (Schaus, 1902)
- Z. hesperitis (Butler & Druce, 1872)
- Z. perisus (Druce, 1907)
- Z. syllis (Godman & Salvin, 1887)